# مدرسه نصیبین
مدرسه نصیبین (سریانی: ܐܣܟܘܠܐ ܕܢܨܝܒܝܢ) یک مؤسسه آموزشی در نصیبین ترکیه بود. این مرکز معنوی مهم کلیسای اولیه کلیسای مشرق بود و مانند دانشگاه گندی‌شاپور، گاهی به عنوان اولین دانشگاه جهان از آن یاد می‌شود. این مدرسه دارای سه بخش ابتدایی تدریس بود: الهیات، فلسفه و پزشکی. مشهورترین معلم آن نرسی، رئیس سابق مدرسه ادسا بود.